# Novoselickij rajon
Il Novoselickij rajon, in russo Новоселицкий район?, è un rajon del Kraj di Stavropol', nel Caucaso.